# Wasyl Dawydiak
Wasyl Dawydiak (Василь Давидяк; ur. 25 listopada 1850 w Rudnikach, zm. 11 lutego 1922 we Lwowie) – ksiądz gr.-kat., polityk staroruski, poseł do austriackiej Rady Państwa.
Urodził się w rodzinie chłopskiej, syn Stepana właściciela gospodarstwa w Rudnikach, w pow. żydaczowskim. Jego ojciec był wójtem Rudnik i członkiem Rady Powiatowej w Żydaczowie (1874-1877, 1884-1887). Ukończył gimnazjum we Lwowie i teologię na uniwersytecie we Lwowie. W 1876 otrzymał święcenia kapłańskie. Był administratorem parafii w Korostowie (1876) w pow. stryjskim i Hrebenowie (1877-1880) w pow. skolskim, następnie proboszczem w Tuchli (1881-1906) w pow. stryjskim. Rektor cerkwi wołoskiej Wniebowzięcia NMP we Lwowie (1906-1922). W latach  radca (1908-1911) i kanonik honorowy (1912-1922) Konsystorza gr.-kat. we Lwowie. Członek Rady Szkolnej Miejskiej we Lwowie (1910-1914).
Zaangażowany politycznie, był jednym z liderów ruchu moskalofilskiego i starusińskiego w Galicji. W latach 1888–1912 był członkiem Rady Powiatowej w Stryju z kurii gmin wiejskich. Poseł do austriackiej Rady Państwa XI kadencji (17 czerwiec 1907 – 30 marca 1911), wybrany w okręgu wyborczym nr 57 (Medenice - Stryj - Skole - Żydaczów - Chodorów - Mikołajów - Gliniany - Bóbrka - Horożanna Mała - Horożanna Wielka - Kołodruby - Nowosiółki Oparskie - Łowczyce - Podzwierzyniec - Powerchów - Manasterzec - Ryczychów - Terszaków - Tatarynów - Werbiż - Kahujów - Honiatycze). W parlamencie był krótko członkiem Klubu Ruskiego (Ruthenenklub), następnie niezrzeszony, od listopada 1907 był członkiem i przewodniczącym klubu staroruskiego (Russokoj Narodnoj Partii).
Po wybuchu I wojny i w trakcie rosyjskiej okupacji Galicji wspierał działania Włodzimierza Dudykiewicza. Po odbiciu przez wojska austro-węgierskie Lwowa w sierpniu 1915 został aresztowany i postawiony przed sądem wojskowym pod zarzutem zdrady, ale został uniewinniony.
W 1876 ożenił się z Marią Kunowską (zm. 1891) miał z nią dwóch synów - jeden umarł w dzieciństwie, drugim był prawnik Jewhen Dawydiak (1879-1962) i dwie córki.